# Achille de Grassis
Achille de Grassis (Bolonha, 16 de fevereiro de 1465 - Roma, 22 de novembro de 1523) foi um cardeal italiano do século XVII.

## Primeiros anos
Nasceu de uma família senatorial originária da Polônia. Filho de Baldassarre Grassi, patrício bolonhês, e Orsina Bocchi. Conde palatino em 1478 e patrício bolonhês. Seu sobrenome também está listado como De Grassis. Tio-avô do cardeal Carlo Grassi (1570).
Obteve o doutorado in utroque iure, tanto em direito canônico quanto em direito civil, na Universidade de Bolonha em 1487.
Abade commendatario de S. Maria di Montearmato, dos Vallombrosani; renunciou em 1512 em favor de seu filho. Abade commendatario de S. Maria in Strada, perto de Bolonha. Arcipreste de S. Giovanni Evangelista di Pastrino. Reitor de S. Clemente di San Giovanni in Persiceto. Cânon do capítulo da catedral de Bolonha. Foi para Roma onde seu tio Antonio era auditor da Sagrada Rota Romana; ele foi apresentado à corte papal e tornou-se muito conhecido; quando seu tio morreu em 1491, o Papa Inocêncio VIII nomeou-o auditor. Capelão e familiar do Papa Júlio II em 1503. Nesse mesmo ano, o papa deu-lhe a paróquia de S. Clemente perto de Castello di S. Giovanni in Persiceto. Em 1504 recebeu commendam de S. Maria di Monte Armato e pensão do priorado de S. Bartolomeo. Referendário de Sua Santidade. Teve quatro filhos ilegítimos.

## Episcopado
Eleito bispo de Città di Castello em 14 de fevereiro de 1506. Consagrado em 13 de fevereiro de 1506 (um dia antes de sua nomeação), em Roma, pelo Papa Júlio II; renunciou à sé em favor do cardeal Giulio de' Medici, futuro papa Clemente VII, em 1516.
Comissário papal para as causas canônicas da legação de Spoleto, 1506. No ano seguinte, 1507, junto com o cardeal Antonio Pallavicino, foi enviado como núncio perante o rei Luís XII da França, que estava em Gênova, para induzi-lo a fazer a paz com o Sacro Imperador Romano Maximiliano I. Enviado à França em 1508, após ser descoberta a tentativa de Bentivoglio de envenenar o papa e seus sobrinhos, para perguntar o rei da França retirasse a proteção do primeiro; Dom Grassi concluiu a sua missão com sucesso. Núncio na Suíça em 1509, especificamente em Berna, para negociar a convocação de 3.000 soldados de infantaria que o papa pretendia contratar para a Liga de Cambrai. Em 1510, ele foi enviado perante o rei Ulászló II da Hungria e Boêmia, Zygmunt I, rei da Polônia, e o imperador Maximiliano I para solicitar que unissem suas forças contra os turcos e para outros assuntos graves relativos à Polônia.

## Cardinalato
Criado cardeal-presbítero no consistório de 10 de março de 1511; recebeu o chapéu vermelho em 13 de março e o título de S. Sisto em 17 de março. Transferido para a sé de Bolonha em 30 de maio de 1511; tomou posse em 25 de julho de 1511; renunciou ao governo da Sé em favor do Cardeal Giulio de' Medici, em 8 de janeiro de 1518; nomeado administrador da mesma sé, 3 de março de 1518; ocupou o cargo até sua morte.
Cardeal De Grassis participou do conclave de 1513, que elegeu o Papa Leão X. Legado extraordinário na Inglaterra, novembro de 1514. Optou pelo título de S. Maria in Trastevere em 6 de julho de 1517. Camerlengo do Sagrado Colégio dos Cardeais, de 1517 a 8 de janeiro de 1518. Nomeado bispo de Pomaria, in partibus infidelium, mantendo a administração da Sé de Bolonha, 9 de agosto de 1521; ocupou a sé titular até sua morte. Participou do conclave de 1521-1522, que elegeu o Papa Adriano VI, e do conclave de 1523, que elegeu o Papa Clemente VII; morreu três dias após a eleição do novo papa.
Morreu em Roma em 22 de novembro de 1523 e sepultado na basílica de S. Maria in Trastevere.